# Wojciech Witkowski (prawnik)
Wojciech Mieczysław Witkowski (ur. w 1946 w Zamościu) – polski historyk prawa, prawnik, dr hab. nauk prawnych, profesor zwyczajny Instytutu Historii i Teorii Państwa i Prawa Wydziału Prawa i Administracji Uniwersytetu Marii Curie-Skłodowskiej.

## Życiorys
Odbył naukę I LO, a potem studia na Uniwersytecie Marii Curie-Skłodowskiej w Lublinie. W 1987 uzyskał stopień doktora habilitowanego, a 15 marca 2002 otrzymał tytuł naukowy profesora w zakresie nauk prawnych. Został zatrudniony na stanowisku prorektora na Uniwersytecie Marii Curie-Skłodowskiej w Lublinie, oraz pełnił funkcję członka w Zespole Kierunków Studiów Społecznych i Prawnych w Państwowej Komisji Akredytacyjnej i zastępcy przewodniczącego Uniwersyteckiej Komisji Akredytacyjnej (UKA).
Otrzymał nominację na profesora zwyczajnego w Instytucie Historii i Teorii Państwa i Prawa Wydziału Prawa i Administracji Uniwersytetu Marii Curie-Skłodowskiej.